# Rockstar Games Social Club
Rockstar Games Social Club – platforma dystrybucji cyfrowej i zarządzania prawami cyfrowymi, system gry wieloosobowej oraz serwis społecznościowy stworzony przez Rockstar Games. Platforma, bez wcześniejszej zapowiedzi została zamknięta 16 lipca 2025 roku.

## Funkcje
Rockstar Games Social Club pozwala na dzielenie się informacjami o osiągnięciach i tworzenie stron profilowych użytkowników. W grach Rockstar Games zawierających funkcję gry wieloosobowej dostępne są ekipy, które umożliwiają wspólne zdobywanie nagród zarówno w grach jak i na stronie Rockstar Games Social Club. Użytkownicy mogą także dzielić się zdjęciami i filmami z rozgrywki oraz mogą dzielić się akcjami z Grand Theft Auto Online.
Rejestracja jest możliwa poprzez utworzenie profilu na podstronie Rockstar Games Social Club lub poprzez rejestrację za pomocą konta Facebook, Twitter, Sony Entertainment Network, Microsoft oraz Google.
Zarejestrowani użytkownicy mogą połączyć swoje konto z sieciami społecznościowymi takimi jak: Steam, Xbox Live, Games for Windows – Live, PlayStation Network, Facebook, Twitter, Twitch i Google. Mogą także zmienić motyw strony z klasycznego na Lifeinvader.
Aplikacja Rockstar Games Social Club jest dostępna do pobrania na stronie Rockstar Support.

## Gry wykorzystujące Rockstar Games Social Club
Źródło: Oficjalna strona platformy
| Rok  | Tytuł                                                  |
| ---- | ------------------------------------------------------ |
| 2008 | Grand Theft Auto IV                                    |
| 2008 | Midnight Club: Los Angeles                             |
| 2009 | Grand Theft Auto IV: The Lost and Damned               |
| 2009 | Grand Theft Auto: Chinatown Wars                       |
| 2009 | Grand Theft Auto: The Ballad of Gay Tony               |
| 2010 | Red Dead Redemption                                    |
| 2011 | L.A. Noire                                             |
| 2012 | Max Payne                                              |
| 2012 | Max Payne 3                                            |
| 2013 | Grand Theft Auto V                                     |
| 2016 | Bully: Anniversary Edition                             |
| 2018 | Red Dead Redemption 2                                  |
| 2021 | Grand Theft Auto III – The Definitive Edition          |
| 2021 | Grand Theft Auto: Vice City – The Definitive Edition   |
| 2021 | Grand Theft Auto: San Andreas – The Definitive Edition |

## Odbiór
| Common Sense Media | [ 9 ] |

Serwis Common Sense Media pozytywnie uznał aspekt wizualny strony. Uznał, że Rockstar Games Social Club wykonuje świetną pracę organizując limitowaną treść podkreślając niewielką zwartość treści.